# Protestantse Kerk van Schale
De Protestantse Kerk van Schale is een voormalige cisterciënzer kloosterkerk in Schale, een Ortsteil van de gemeente Hopsten in het Westfaalse Tecklenburger Land (Kreis Steinfurt). Het werd in 1278 gesticht en tijdens de invoering van de reformatie door Koenraad van Tecklenburg aangekocht. Het kerkgebouw bleef bewaard en werd een protestantse kerk. Vermoedelijk gingen de kloostergebouwen in de Dertigjarige Oorlog verloren.

## Geschiedenis van het klooster
In 1278 stichtten de broeders Johannes en Lambertus een cisterciënzer klooster in Schale. Deze stichting werd in een oorkonde van de Osnabrückse bisschop Koenraad II van Rietberg op 21 oktober 1278 vastgelegd. Het convent werd bevolkt vanuit het klooster van Börstel en kreeg de naam ad scalam Dei (tot de ladder Gods). Tegenwoordig siert een ladder nog altijd het wapen van Schale.
Met de intrede van de reformatie werd het klooster in 1527 opgeheven. Koenraad van Tecklenburg kocht vervolgens de gebouwen aan en liet de kloosterkerk in een protestants kerkgebouw veranderen. De overige kloostergebouwen werden aan het verval prijsgegeven en vermoedelijk als steengroeve gebruikt.
Men gaat ervan uit dat het kloostercomplex ten slotte in de Dertigjarige Oorlog in de as werd gelegd. De voormalige kloosterkerk ontsnapte aan de brand en bleef na enkele verbouwingen als dorpskerk bewaard.

## De kerk
De kerk werd in de tweede helft van de 13e eeuw tijdens de overgang van de romaanse naar de gotische stijlperiode gebouwd. Het kerkgebouw kent zowel rondbogige als spitsbogige ramen.
Oorspronkelijk bestond de kerk uit een eenschepig kerkschip van twee traveeën met een vierkant koor en een westelijke toren, die naar het kerkschip is geopend. 
In de 19e eeuw werd de toren ter hoogte van het kerkschip verwoest en door het zadeldak van het kerkschip overdekt. In 1899 werd de kerk in neoromaanse stijl vergroot: op de zuidelijke kant werd een tweede beuk aangebouwd en de toren werd verhoogd en van een tentdak voorzien.